# Брансвик (Џорџија)
Брансвик (енгл. Brunswick) град је у америчкој савезној држави Џорџија. По попису становништва из 2010. у њему је живело 15.383 становника.

## Демографија
Према попису становништва из 2010. у граду је живело 15.383 становника, што је 217 (1,4%) становника мање него 2000. године.
| Група             | 2000.         | 2010.         |
| Белци             | 5.162 (33,1%) | 4.233 (27,5%) |
| Афроамериканци    | 9.330 (59,8%) | 9.111 (59,2%) |
| Азијати           | 55 (0,4%)     | 87 (0,6%)     |
| Хиспаноамериканци | 908 (5,8%)    | 1.733 (11,3%) |
| Укупно            | 15.600        | 15.383        |